# Kongobatha
Kongobatha es un género de mantis  (insectos del orden Mantodea) que cuenta con las siguientes especies. Es originario de Australia.

## Especies
- Kongobatha diademata
- Kongobatha papua